# Nächste Ausfahrt Glück – Katharinas Entscheidung
Nächste Ausfahrt Glück – Katharinas Entscheidung ist ein deutscher Fernsehfilm aus dem Jahr 2023. Die Erstausstrahlung erfolgte am 26. Februar 2023 im ZDF, nachdem er bereits eine Woche zuvor in der ZDF Mediathek verfügbar war. Der Film ist die sechste Folge der im Rahmen der ZDF-Herzkino-Reihe ausgestrahlten Filmreihe Nächste Ausfahrt Glück.

## Handlung
Juri und Katharina haben eine Affäre miteinander und Juri beabsichtigt, mit Katharina nach Kanada auszuwandern. Als Katharina dies ihrem Mann Georg gesteht, verlässt dieser sie. Juri hingegen zögert, seiner Freundin Sybille die Wahrheit zu sagen, die gerne mit Juri zusammen ziehen möchte. Schließlich sagt Katharina Sybille die Wahrheit, worauf diese hysterisch reagiert.
Paul und Aya sind unterdessen uneins, wo und wie ihr gemeinsames Kind geboren werden soll. Während Aya eine Hausgeburt favorisiert, ist Paul überfürsorglich und ängstlich, was zu Spannungen zwischen dem jungen Paar führt. Während eines Besuchs bei Pauls Großvater, dem „Commandante“, platzt Ayas Fruchtblase und das Kind kommt in seinem Haus zur Welt.
Die mit Juri, Georg, Katharina und Sybille befreundeten Scherzers machen sich Gedanken um ihren Adoptivsohn, weil sein Verhalten nicht den Jungen zugeschriebenen Geschlechterrollenklischees entspricht, akzeptieren dies aber letztlich.

## Hintergrund
Der fünfte und sechste Teil der Filmreihe wurden gemeinsam im Sommer 2022 im thüringischen Eisenach und Umgebung sowie in Berlin und Brandenburg gedreht. Die Szenen am See mit der Ruine eines Rettungsschwimmerturmes entstanden am Nymphensee bei Brieselang.

## Rezeption

### Kritiken
TV Spielfilm befand „die seichte Story krankt an Glaubwürdigkeit“.

### Einschaltquoten
Die Erstausstrahlung des Films am 26. Februar 2023 im ZDF erreichte 4,16 Millionen Zuschauer, was dem Sender 13,4 Prozent Marktanteil bescherte.